# Mediorhynchus micracanthus
Espèce
Synonymes
- Echinorhynchus alaudase Rudolphi, 1819 - protonyme
- Micracanthorhynchus micracanthus (Rudolphi, 1819)
- Echinorhynchus carrucioi Condorelli, 1897
- Micracanthorhynchus armenicus (Petrochenko, 1958)
- Mediorhynchus armenicus Petrochenko, 1958

Mediorhynchus micracanthus est une espèce d'acanthocéphales de la famille des Gigantorhynchidae. C'est un parasite digestif d'oiseaux découvert en zone paléarctique et plus particulièrement en Arménie.